# Faber and Faber
Faber and Faber Limited, ofta förkortat Faber, är ett brittiskt oberoende bokförlag, som bland annat gav ut Nobelprisbelönade William Goldings debutroman Flugornas herre (Lord of the Flies) efter att den blivit refuserad av ett flertal andra bokförlag.
Faber and Faber grundades 1929. Det föregicks av ett annat förlag kallat Faber and Gwyer, grundat 1925 av bland andra Geoffrey Faber. På hösten 1925 anlitades T.S. Eliot att ingå i företagets ledning och som litterär rådgivare. Eliot kom att bli kvar i fyrtio år vid förlaget, som också utgav hans böcker. På 1930-talet profilerade sig Faber and Faber med att ge ut poeter som W.H. Auden, Stephen Spender, Ezra Pound och T.S. Eliot. Förlagets utgivning anses ha spelat en viktig roll för modernismens litteratur.
Faber and Faber har givit ut flera nobelpristagare, bland andra T.S. Eliot, Samuel Beckett, William Golding, Harold Pinter, Seamus Heaney och Kazuo Ishiguro.